# John Nelson (calciatore)
John Vincent Nelson (Medina, 11 luglio 1998) è un calciatore statunitense, difensore del LA Galaxy.

## Caratteristiche tecniche
È un terzino sinistro.

## Carriera

### Club
Calcisticamente muove i primi passi nell'Internacional SC e successivamente – dopo l'ingresso all'Università della Carolina del Nord a Chapel Hill – gioca nel North Carolina Tar Heels. Dopo aver abbandonato prematuramente il college, viene selezionato dal FC Dallas nel draft del 2019.
Il 16 marzo seguente fa il suo esordio fra i professionisti giocando l'incontro di Major League Soccer perso 1-0 contro il Columbus Crew.
Successivamente gioca per una stagione con l'FC Cincinnati - disputando 26 partite - e la successiva con il St. Louis City con cui ne gioca 18 tra campionato e coppe.
Il 21 dicembre 2023 viene acquistato dal LA Galaxy.

### Nazionale
Ha giocato nelle nazionali giovanili statunitensi Under-15, Under-17, Under-19 ed Under-20.

## Statistiche
Statistiche aggiornate al 13 luglio 2023.

### Presenze e reti nei club
| Stagione        | Squadra         | Campionato      | Campionato | Campionato | Coppe nazionali | Coppe nazionali | Coppe nazionali | Coppe continentali | Coppe continentali | Coppe continentali | Altre coppe | Altre coppe | Altre coppe | Totale | Totale | Totale |
| Stagione        | Squadra         | Comp            | Pres       | Reti       | Comp            | Pres            | Reti            | Comp               | Pres               | Reti               | Comp        | Pres        | Reti        | Pres   | Reti   |        |
| --------------- | --------------- | --------------- | ---------- | ---------- | --------------- | --------------- | --------------- | ------------------ | ------------------ | ------------------ | ----------- | ----------- | ----------- | ------ | ------ | ------ |
| 2019            | North Texas     | USL1            | 7          | 1          |                 | -               | -               |                    | -                  | -                  |             | -           | -           | 7      | 1      |        |
| 2019            | FC Dallas       | MLS             | 9          | 0          | USOC            | 0               | 0               |                    | -                  | -                  |             | -           | -           | 9      | 0      |        |
| 2020            | FC Dallas       | MLS             | 13         | 0          |                 | -               | -               |                    | -                  | -                  |             | -           | -           | 13     | 0      |        |
| 2021            | FC Dallas       | MLS             | 10         | 0          |                 | -               | -               |                    | -                  | -                  |             | -           | -           | 10     | 0      |        |
| Totale Dallas   | Totale Dallas   | Totale Dallas   | 24         | 0          |                 | 0               | 0               |                    | -                  | -                  |             | -           | -           | 24     | 0      |        |
| 2022            | FC Cincinnati   | MLS             | 24         | 0          | USOC            | 1               | 0               |                    | -                  | -                  | LC          | 1           | 0           | 26     | 0      |        |
| 2023            | St. Louis City  | MLS             | 17         | 0          | USOC            | 0               | 0               |                    | -                  | -                  | LC          | 1           | 0           | 18     | 0      |        |
| 2024            | LA Galaxy       | MLS             | -          | -          | USOC            | -               | -               |                    | -                  | -                  | LC          | -           | -           | -      | -      |        |
| Totale carriera | Totale carriera | Totale carriera | 80         | 1          |                 | 1               | 0               |                    | -                  | -                  |             | 2           | 0           | 83     | 1      |        |

## Palmarès
- Campionato MLS: 1

LA Galaxy: 2024